# Dangerous Woman - Una donna pericolosa
Dangerous Woman - Una donna pericolosa (A Dangerous Woman) è un film del 1993 diretto da Stephen Gyllenhaal.

## Trama
Martha Horgan viene cresciuta dalla zia Frances, che ha una relazione con Steve Bell, uomo sposato con Anita che saputo del fatto quasi le distruggerà la casa, intanto la ragazza viene accusata di furto, commesso a sentire l'accusa, proprio dove lei lavora, in una lavanderia. In realtà la ragazza è innocente, il ladro è Getso, fidanzato di una sua amica. Martha viene licenziata ed in seguito viene offesa da Frances. Decide quindi di abbandonare la casa dove vive. La ragazza incontra Getso che l'aggredisce, viene salvata dal sinistro Colin Mackey e i due faranno l'amore. Martha, innamorata dell'uomo che non corrisponde i suoi sentimenti, inizia a diventare gelosa della zia e, cercando qualcuno che la consoli, incontra nuovamente Getso e casualmente lo uccide. La ragazza, incinta di Mackey, andrà per due anni in prigione.

## Produzione
Prodotto dalle società di Amblin Entertainment, Gramercy Pictures, Island World e Rollercoaster Productions.

## Distribuzione

### Data di uscita
Il film venne distribuito in varie nazioni, fra cui:
- Stati Uniti d'America, A Dangerous Woman 3 dicembre 1993
- Canada 10 settembre 1993 (Toronto Film Festival)
- Inghilterra 13 maggio 1994
- Spagna, Una mujer peligrosa 8 settembre 1994
- Portogallo 9 giugno 1995
- Finlandia, Suljettujen ovien takana  18 febbraio 1998 (anteprima video)

## Accoglienza

### Critica
La pellicola suscita emozioni forti, ma la storia soffre, appare debole, mancando della necessaria «linearità del racconto» Debra Winger per ricoprire il ruolo ha dovuto ingrassare, imbruttirsi, per interpretare con molta bravura un «personaggio più imbarazzante che drammatico».

## Riconoscimenti
- 1994 - Tokyo International Film Festival
  - Premio per la miglior attrice (Debra Winger)